# Paris Expo Porte de Versailles

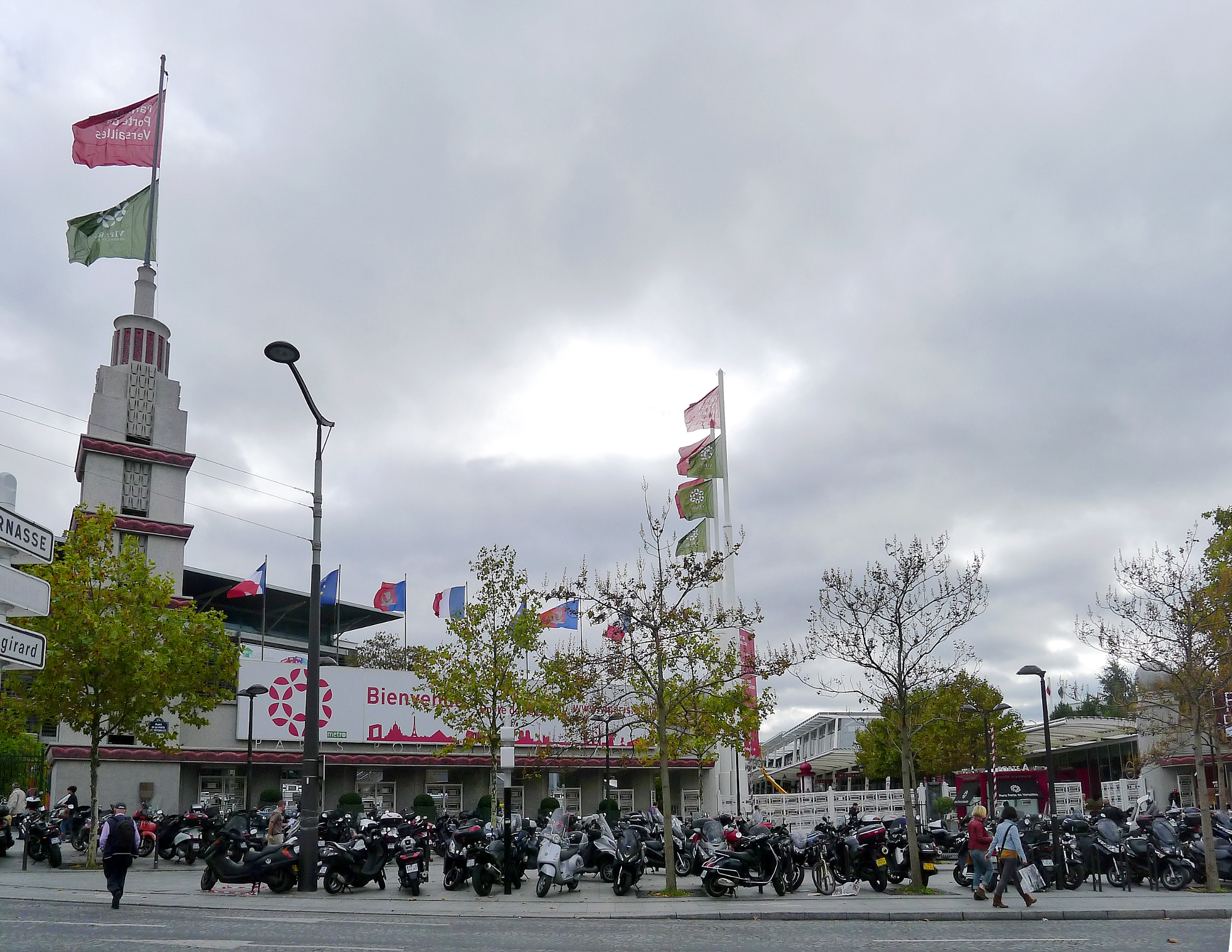
Hoofdingang van Paris Expo Porte de Versailles

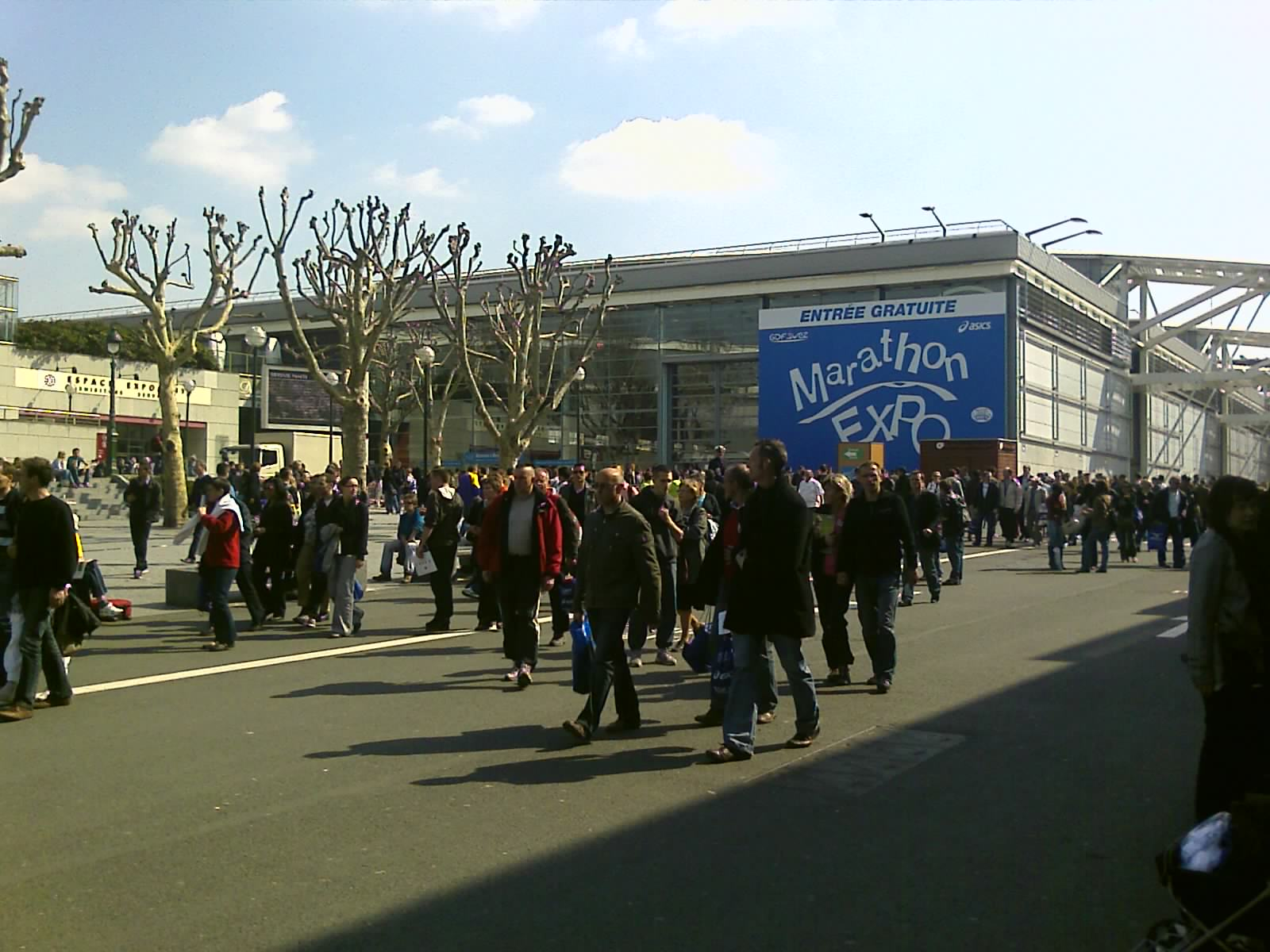

Paris Expo Porte de Versailles is een evenementen-, congres- en beurscomplex gelegen in het zuidwesten van de Franse hoofdstad Parijs. Het complex strekt zich uit over meerdere gemeenten. Het ligt deels in het Quartier Saint-Lambert van het 15e arrondissement van Parijs, deels in de gemeenten Issy-les-Moulineaux en Vanves in het departement Hauts-de-Seine. De hoofdingang is gelegen aan de Place de la Porte-de-Versailles. In het complex zijn er negen evenementenhallen met een totale vloeroppervlakte van 226.000 m².
Het expositiepark werd geopend in 1923 om de Foire de Paris, de jaarlijkse handelsbeurs, te ontvangen die tot dan was doorgegaan op het Champ-de-Mars. Vanaf 1962 kwam ook het Salon de l'automobile, voordien georganiseerd in het Grand Palais naar de Expo. Vanaf 1976 werd dit een tweejaarlijks salon, alternerend met de Internationale Automobilausstellung in Frankfurt. I 1970 opende de grootste van alle hallen, met een oppervlakte van 72.000 m². In 1992 komt ook de boekenbeurs, het Salon du livre de Paris, over van het Grand Palais. In 2007 bezochten meer dan zes miljoen bezoekers de expositieterreinen voor in totaal meer dan 200 verschillende evenementen.
De Boulevard Périphérique dwarst Paris Expo, ter hoogte van Porte de Versailles en gaat met een viaduct over drie van de negen hallen. Paris Expo is bereikbaar via het metrostation Porte de Versailles, gelegen op de Parijse metrolijn 12 en ook bediend door T2 en T3a van de Tram van Île-de-France.

## Beurzen
Bekende beurzen die regelmatig doorgaan in Paris Expo Porte de Versailles zijn:
- Foire de Paris
- Mondial de l'automobile de Paris
- Mondial du deux roues de Paris
- Paris Games Week
- Paris Manga
- Salon de la photo de Paris
- Salon du chocolat
- Salon du livre de Paris
- Salon international de l'agriculture
- Salon international de la construction
- Salon nautique international de Paris

- Bibliothèque nationale de France: cb17813182w (data)
- Gemeinsame Normdatei: 10057016-1
- MusicBrainz: f7f89c3d-5477-46eb-968c-e68ba09569ee
- Virtual International Authority File: 132315043